# Três Fronteiras
Três Fronteiras este un oraș în São Paulo (SP), Brazilia.